# HMS Grafton (H89)
Pour les autres navires du même nom, voir HMS Grafton.
Le HMS Grafton (H89) est un destroyer britannique de classe G, en service dans la Royal Navy entre les années 1930 et la Seconde Guerre mondiale.

## Conception
Le Grafton déplaçait 1 350 tonnes longues (1 370 tonnes (t)) à charge normale et 1 883 tonnes longues (1 913 t) à pleine charge. Le navire avait une longueur hors-tout de 98,5 m, une largeur de 10,1 m et un tirant d'eau de 3,8 m. Il était propulsé par deux turbines à vapeur à engrenages Parsons, entraînant deux arbres qui développaient un total de 34 000 chevaux-vapeur d'arbre (25 000 kW) et donnaient une vitesse maximale de 36 nœuds (67 km/h). La vapeur pour les turbines était fournie par trois chaudières à trois tambours Admiralty. Le Grafton transportait un maximum de 470 tonnes longues (480 t) de mazout qui lui donnait une autonomie de 5 530 milles nautiques (10 240 km) à 15 nœuds (28 km/h). L'effectif du navire était de 137 officiers et matelots en temps de paix, mais il était porté à 146 en temps de guerre.
Le navire montait quatre canons de 4,7 pouces (120 mm) Mark IX de calibre 45 dans des affûts simples. Pour la défense anti-aérienne, le Grafton avait deux supports quadruples Mark I pour la mitrailleuse Vickers Mark III de 0,5 pouce (12,7 mm). Il était équipé de deux tubes lance-torpilles quadruples au-dessus de l'eau pour des torpilles de 21 pouces (533 mm). Un rail de grenades sous-marines et deux lanceurs de grenades sous-marines étaient installés; 20 grenades sous-marines étaient initialement transportées, mais ce nombre a été porté à 35 peu après le début de la guerre.

## Histoire
Lancé le 18 septembre 1935, le navire passe beaucoup de temps dans les eaux espagnoles pendant la guerre d'Espagne de 1936-1939, en appliquant les mesures de non-intervention convenues par le Royaume-Uni et la France.
Après le début de la Seconde Guerre mondiale, il est transféré de la flotte méditerranéenne à la Grande-Bretagne pour des missions d'escorte et de surveillance de la contrebande. Lorsque la campagne de Norvège commence en avril 1940, le navire escorte des convois en Norvège après une période de travaux. Le Grafton participe aux évacuations des troupes britanniques lors de l'évacuation de Dunkerque le 29 mai. Le navire entièrement chargé de soldats est torpillé à l'arrière par le sous-marin allemand U-62, alors qu'il s'apprêtait à secourir le destroyer Wakeful (en) qui avait été torpillé peu de temps avant sur les cotes belges près de Nieuport par une vedette rapide allemande.